# Éthique à l'usage de mon fils
L'éthique à l'usage de mon fils est un essai écrit en 1991 par Fernando Savater sous le titre Ética para Amador (Éthique pour Amador) (1991, publié en fr. : Éthique à l'usage de mon fils (1994).

## Le résumé
- Cet article est partiellement ou en totalité issu de l'article intitulé « Fernando Savater » (voir la liste des auteurs).

Avec Éthique à l'usage de mon fils, Fernando Savater souhaite rendre accessible la philosophie à tous et en particulier aux plus jeunes. Il précise bien cependant que ce « n'est pas un manuel d'éthique » ni un « catalogue de réponses moralisatrices aux problèmes que nous rencontrons tous les jours », mais un « livre personnel et subjectif » portant sur des thèmes « universels », dans le but de « stimuler une pensée libre », comme il l'écrit lui-même pour présenter son livre. Malgré son souhait de ne pas voir son livre utilisé dans les lycées et universités, ce livre sera beaucoup utilisé par les professeurs d'éthique en Espagne.
Pour rendre la lecture plus agréable qu'un manuel plein de concepts et de noms rédigé avec un style académique lourd, il choisit de s'adresser au lecteur — son fils, Amador — en le tutoyant. Il aborde la morale en l'appelant « éthique » afin de contourner sa connotation originale qui renvoie vers l'« immoral » : il donne ainsi ses pensées sur différents aspects de la vie de tous les jours avec humour et un style simple, mais profond et qui pousse à la réflexion propre.
[Lecteur], « sache que les passages les plus profitables [de l'ouvrage] viennent de : Aristote, Spinoza, Kant, Nietzsche,... J'ai évité de les citer à tout bout de champ, [.] tu ferais bien de connaître [ces auteurs]... ».

## Présentation sommaire
« L'idée m'est donc venue de t'écrire des trucs que je n'ai jamais osé te raconter ». Car « un livre, on peut le lire quand on veut, à ses moments perdus ou sans être obligé de rester poli : on peut bâiller ou rigoler tant qu'on veut en tournant les pages on est libre ». L'auteur demande "à son fils" (le lecteur), attention, patience, courage et conseille « Aie confiance en toi, en ton intelligence et en l'instinct de ton amour, et méfie toi des sages, maires, curés ou policiers ».

### L'éthique, un drôle de truc
« Certains choses nous conviennent d'autres pas. [.] Elles sont bonnes par certains côtés mais mauvaises par d'autres. [.] Dans le domaine des relations humaines, ces ambiguïtés sont encore plus fréquentes. ». Il analyse les apports du mensonge et des opinions chez les humains en lien avec le règne animal. 
L'auteur introduit les concepts de courage et de liberté, dans un programme culturel exigeant des fidélités. Certes, « nous ne sommes pas libres de choisir ce qui nous arrive, [néanmoins nous sommes] libres de réagir à ce qui nous arrive de telle ou telle façon ». 
« Être libre de faire une tentative ne garantit pas la réussite ». Tout dépend de notre capacité d'action, gage de notre liberté.
« à la différence des autres êtres, vivants ou inanimés, les humains peuvent inventer et choisir en partie leur façon de vivre [.] et nous pouvons nous tromper ». C'est de notre responsabilité.

### Ordres, habitudes et caprices
Ordres, habitudes et caprices sont des mobiles pour l'action. « Les habitudes et les ordres ont un point commun : Ils paraissent venir de l'extérieur. [.] les caprices viennent de l'intérieur ».

### Fais ce que voudras
« La liberté c'est de pouvoir dire "oui" ou "non". [.] La liberté c'est décider et se rendre compte que l'on décide. C'est le contraire de se laisser entraîner ».
« Une action n'est jamais bonne par le simple fait qu'elle émane d'un ordre, d'une habitude ou d'un caprice. [.] Personne ne peut me dispenser de choisir et de réfléchir par moi-même. ».
« La morale est un ensemble de comportements et de normes considérés comme valables par [un groupe social] ; l'éthique est une réflexion sur le pourquoi de cette considération, et une comparaison avec d'autres morales observées par d'autres. [.] Un art de vivre. ».

### A toi la belle vie
« Il ne s'agit pas de passer le temps, mais de le vivre bien ». Dans ce but, il convient de s'« interroger méthodiquement et à fond sur la signification de ce que tu veux ».
« L'éthique n'est pas autre chose que la tentative rationnelle de vivre mieux ». « Être humain c'est avant tout être en relation avec d'autres humains. [.] Parce que l'humain n'est pas seulement une réalité biologique, naturelle, mais aussi une réalité culturelle. [.] Le monde [.] humain est un monde linguistique, une réalité de symboles et de lois sans laquelle nous serions incapables de communiquer entre nous, et impuissants à capter la signification de ce qui nous entoure ». « L'humanisation [.] est un processus réciproque. [.] C'est pourquoi s'offrir une belle vie n'est finalement pas très différent d'offrir une belle vie ».

### Wake up, baby!
« La vie [.] est toujours complexe et presque toujours compliquée ». 
Grâce à « cette complicité fondamentale qui n'apparaît qu'entre égaux [.] les humains s'humanisent les uns les autres... [.] : L'amour authentique entre personnes libres... ». 
« Ne pas se résoudre à vivre n'importe comment : [.] essayer de comprendre [.] parler avec les autres, donner des arguments et les écouter ».

### Le grillon de Pinocchio
Fernando Savater définit l'imbécile. Il poursuit :« Le contraire d'être moralement imbécile, c'est d'avoir conscience » dont il dessine les traits essentiels.
« Le remords vient [.] de notre liberté ». « L'"irrésistible" n'est qu'une superstition inventée par ceux qui ont peur de la liberté [.] ». « La personne responsable est consciente de la réalité de sa liberté. Et de la souveraineté de ses décisions. La responsabilité, c'est de savoir que chacun de mes actes me construit, me définit, m'invente. En choisissant ce que je veux faire, je me transforme peu à peu. ».

### Mets-toi à sa place
Avec l'évocation de Robinson Crusoé, l'auteur précise :« Ce qui intéresse l'éthique, ce qui constitue sa spécialité, c'est comment bien vivre la vie humaine, la vie qui se déroule entre humains, [entre] semblables ». Marc Aurèle, empereur et philosophe, et son ouvrage Pensées pour moi-même sont convoqués pour détailler la dialectique de la relation et la récursivité des impacts de la rencontre sur chacun des protagonistes.
« Le plus grand avantage que nous puissions tirer de nos semblables n'est pas [., mais est] la complicité et l'affection d'un plus grand nombre d'êtres libres ». « Cela signifie essayer de se mettre à leur place. Reconnaître son semblable implique surtout la possibilité de le comprendre de l'intérieur, d'adopter son point de vue l'espace d'un instant. [.] C'est le prendre au sérieux, le considérer comme aussi pleinement réel que toi. [. Il s'agit de faire l']effort pour se mettre à [sa] place, pour relativiser [son] intérêt propre afin de prendre en compte aussi l'intérêt d'autrui ».
« Il s'agit d'éprouver de la sympathie pour l'autre (ou si tu préfères, de la compassion [.])[.]. Tous les humains sont faits de la matière dont on tisse les rêves ».

### Bien du plaisir
Dans ce chapitre Fernando Savater évoque la sexualité et l'obsession sur « l'immoralité » sexuelle comme étant « une des plus vieilles craintes sociales de l'Homme : La peur du plaisir ». « Aucune chose n'est mauvaise parce que tu as pris plaisir à la faire... [.] tu dois seulement rechercher tous les plaisirs d'aujourd'hui... ».
« Le maximum que nous puissions obtenir de quoi que ce soit, c'est la joie ». « L'art de mettre le plaisir au service de la joie, c'est-à-dire de la vertu qui sait ne pas tomber du goût dans le dégoût, est appelé depuis des temps anciens : la tempérance ».

### Suffrage universel
« L'éthique n'a qu'une fonction, aider à s'améliorer, pas à réprimander l'Autre avec éloquence ; et elle n'apporte qu'une seule certitude : toi, moi et les autres ».
Dans ce chapitre Fernando Savater se pose la question « Quelle peut être la meilleure organisation politique, celle qu'il faut s'efforcer de mettre en place et de défendre ? ».
- « Tout projet politique part de la liberté »[38].
- La justice : « Apprendre à considérer les intérêts d'Autrui comme s'ils étaient les tiens et les tiens comme s'ils étaient ceux d'autrui »[39]. Il décline l'exigence de la dignité. « Chacun est unique, pas interchangeable, et dispose des mêmes droits à la reconnaissance sociale que son prochain »[40].
- La solidarité que l'auteur place dans l'assistance pour faire face à « la réalité de la souffrance »[40] en veillant à ce que « cette assistance [s']exerce sans nuire à la liberté ni à la dignité de la personne »[41].

Il élargit la vision : « Conserver [la Terre] habitable et belle est une tâche qui ne peut être assumée que par la communauté mondiale des hommes, pas par les tricheries à courte vue des uns contre les autres ».

### Épilogue: Tu devrais y réfléchir
« Que faire de ta vie ?. Comment vivre de la meilleure façon possible ? Cette question me paraît beaucoup plus décisive que d'autres apparemment plus redoutables : La vie a-t-elle un sens ? Vaut-il la peine de vivre ? Y a-t-il une vie après la mort ? ».
« La vie nous est donnée sans ordonnance et sans notice ».
« Essaye toujours de choisir les options qui t'offrent ensuite le plus large choix possible, pas celles qui te laissent face au mur ».

## Accueil et critiques
Le grand public a bien reçu l'ouvrage et a pris la peine de proposer un grand nombre de recensions positives. Il a aussi été particulièrement utilisé par les enseignants tant en Espagne qu'en France et en Belgique.

### Liens connexes
- Philosophie
- Éducation
- Robert Misrahi